# Laemodonta affinis
Laemodonta affinis is een slakkensoort uit de familie van de Ellobiidae.